# Hrabstwo Clarke (Missisipi)
Hrabstwo Clarke (ang. Clarke County) – hrabstwo w stanie Missisipi w Stanach Zjednoczonych. Obszar całkowity hrabstwa obejmuje powierzchnię 693,41 mil² (1795,92 km²). Według szacunków United States Census Bureau w roku 2009 miało 17 207 mieszkańców.
Hrabstwo powstało w 1812 roku.
Hrabstwo należy do nielicznych hrabstw w Stanach Zjednoczonych należących do tzw. dry county, czyli hrabstw gdzie decyzją lokalnych władz obowiązuje całkowita prohibicja.

## Miejscowości
- Enterprise
- Quitman
- Pachuta
- Shubuta
- Stonewall[6]

| Populacja hrabstwa w poprzednich latach | Populacja hrabstwa w poprzednich latach |
| Rok                                     | Liczba ludności                         |
| --------------------------------------- | --------------------------------------- |
| 1980                                    | 16 836                                  |
| 1990                                    | 17 313                                  |
| 2000                                    | 17 955                                  |
| 2005                                    | 17 670                                  |